# Wasserkraftwerk Huinco
Das Wasserkraftwerk Huinco (span. Central Hidroeléctrica Huinco) befindet sich in der peruanischen Westkordillere am Río Santa Eulalia im zentralen Westen von Peru, 55 km nordöstlich der Landeshauptstadt Lima. Das Kraftwerk liegt im Distrikt San Pedro de Casta in der Provinz Huarochirí der Verwaltungsregion Lima.

## Wasserkraftwerk
Das Wasserkraftwerk wurde in den 1960er Jahren errichtet. Die erste Einheit ging 1964 in Betrieb. Das Kavernenkraftwerk ist über einen 858 m langen Tunnel zugänglich. Die halbkugelförmige Kammer ist 108 m lang, 31 m breit sowie 24 m hoch. Das Kraftwerk ist mit 4 horizontal ausgerichteten Pelton-Turbinen ausgestattet. Die installierte Gesamtleistung beträgt 270 MW. Die durchschnittliche Jahresenergieproduktion beläuft sich auf 1158 GWh. Das Kraftwerk nutzt eine Brutto-Fallhöhe von 1293 m (Netto-Fallhöhe: 1245 m). Die Ausbauwassermenge beträgt 25 m³/s.

## Talsperre Sheque
Die Talsperre Sheque (⊙) befindet sich am Río Pallca, einem Quellfluss des Río Santa Eulalia. Die Talsperre wurde 1962 errichtet. Das Speichervolumen beträgt 430.000 m³. Der Staudamm ist 125 m lang und 39 m hoch. Über eine 13,1 km lange Rohrleitung wird das Wasser von der Talsperre zum Kraftwerk geführt. Oberhalb der Talsperre befinden sich die Wasserkraftwerke Carhuac und Huanza.

## Weitere Wasserspeicher und Zuleitungen
Mehrere natürliche Seen im Einzugsbereich der Talsperre wurden mit Dämmen versehen, so dass eine vergrößerte Wasserspeicher-Kapazität den abstrom gelegenen Wasserkraftwerken zur Verfügung steht. Ferner wird Wasser vom See Laguna Marcapomacocha, der im Einzugsgebiet des Río Mantaro liegt, abgeleitet und über einen 11,9 km langen Kanal und einen anschließenden 10,1 km langen Tunnel dem Einzugsgebiet der Kraftwerke oberhalb des Sees Laguna Milos zugeführt.